# Okręg wyborczy Dover
Okręg wyborczy Dover powstał w 1368 r. i wysyłał do angielskiej, a następnie brytyjskiej, Izby Gmin dwóch deputowanych. Utworzony został jako okręg miejski. W 1885 r. liczbę mandatów przypadających na okręg zmniejszono do jednego. W 1918 r. okręg przekształcono w okręg ziemski. W latach 1974–1983 okręg nosił nazwę Dover and Deal. Okręg obejmuje miasta Dover, Deal oraz Walmer w hrabstwie Kent.

## Deputowani do brytyjskiej Izby Gmin z okręgu Dover

### Deputowani w latach 1660–1885
- 1660–1660: Edward Montagu
- 1660–1661: Arnold Braemes
- 1660–1679: George Montagu
- 1661–1670: Francis Vincent
- 1670–1673: Edward Montagu, wicehrabia Hinchinbrooke
- 1673–1674: Edward Spragge
- 1674–1685: Thomas Papillon
- 1679–1685: William Stokes
- 1685–1689: Arthur Herbert
- 1685–1689: William Chapman
- 1689–1690: Basil Dixwell
- 1689–1695: Thomas Papillon
- 1690–1697: James Chadwick
- 1695–1701: Basil Dixwell
- 1697–1710: Matthew Aylmer
- 1701–1701: Charles Hedges
- 1701–1720: Philip Papillon
- 1710–1715: William Hardres
- 1715–1720: Matthew Aylmer
- 1720–1734: George Berkeley
- 1720–1734: Henry Furnese
- 1734–1741: David Papillon
- 1734–1752: Thomas Revell
- 1741–1761: lord George Sackville
- 1752–1755: William Cayley
- 1755–1756: Peter Burrell
- 1756–1759: Hugh Jones
- 1759–1765: Edward Simpson
- 1761–1774: Joseph Yorke
- 1765–1766: John Campbell, markiz Lorne
- 1766–1768: John Bindley
- 1768–1770: George Villiers, wicehrabia Villiers
- 1770–1773: Thomas Hales
- 1773–1774: Thomas Barret
- 1774–1784: John Henniker
- 1774–1784: John Trevanion
- 1784–1790: Robert Preston
- 1784–1789: James Luttrell
- 1789–1806: John Trevanion
- 1790–1802: Charles Pybus
- 1802–1806: John Spencer Smith
- 1806–1820: John Jackson
- 1806–1818: Charles Jenkinson
- 1818–1828: Edward Bootle-Wilbraham
- 1820–1826: Joseph Butterworth
- 1826–1833: Charles Thomson, wigowie
- 1828–1830: William Trant
- 1830–1831: John Rae Reid, torysi
- 1831–1832: Robert Stanhope
- 1832–1847: John Rae Reid, Partia Konserwatywna
- 1833–1835: John Halcomb, Partia Konserwatywna
- 1835–1837: John Fector, Partia Konserwatywna
- 1837–1857: Edward Rice, wigowie
- 1847–1852: George Clerk, Partia Konserwatywna
- 1852–1857: Henry Cadogan, wicehrabia Chelsea, Partia Konserwatywna
- 1857–1859: Ralph Bernal Osborne, wigowie
- 1857–1859: William Russell, wigowie
- 1859–1865: Henry Leeke, Partia Konserwatywna
- 1859–1865: William Nicol, Partia Konserwatywna
- 1865–1885: Alexander Dickson, Partia Konserwatywna
- 1865–1868: Charles Freshfield, Partia Konserwatywna
- 1868–1873: George Jessel, Partia Liberalna
- 1873–1874: Edward Barnett, Partia Konserwatywna
- 1874–1885: Charles Freshfield, Partia Konserwatywna

### Deputowani w latach 1885–1918
- 1885–1889: Alexander Dickson, Partia Konserwatywna
- 1889–1913: George Wyndham, Partia Konserwatywna
- 1913–1918: Vere Ponsonby, wicehrabia Duncannon, Partia Konserwatywna

### Deputowani po 1918
- 1918–1921: Vere Ponsonby, wicehrabia Duncannon, Partia Konserwatywna
- 1921–1922: Thomas Polson, niezależny
- 1922–1945: John Astor, Partia Konserwatywna
- 1945–1950: John Thomas, Partia Pracy
- 1950–1964: John Arbuthnot, Partia Konserwatywna
- 1964–1970: David Ennals, Partia Pracy
- 1970–1987: Peter Rees, Partia Konserwatywna
- 1987–1997: David Shaw, Partia Konserwatywna
- 1997–: Gwyn Prosser, Partia Pracy